# Vatrak Kantha
Vatrak Kantha fou una thana o divisió de l'agència de Mahi Kantha. El seu nom vol dir "Riba del Vatrak". Estava administrada per un ajudant de l'agent i la seva missió era controlar a alguns petits estats. En concret a la thana li corresponia el control de:
- Nirmali
- Jher
- Sidra Bazar